# 歯槽骨除去手術
歯槽骨除去手術（しそうこつじょきょしゅじゅつ）とは歯周外科処置のうちの一つである。
歯周疾患に関連して生じた歯槽骨の欠損または歯周疾患を生じたり悪化させたりしているか、あるいはその可能性のある解剖的な骨形態の異常を修正する手術を歯周歯槽骨外科手術といい、これによって歯周組織の生理的形態と機能が回復され、効果的プラークコントロールが可能になり健康が維持される。歯周治療の過程で行われる骨除去手術は、その目的によって骨整形手術と骨切除手術に分けられる。

## 歯槽骨切除手術
骨切除術とは固有歯槽骨の一部を除去することによって歯槽骨頂の高さを変え歯槽骨の形態を相対的に正常な状態にする骨手術である。例えば歯間部の骨が、頬舌側の骨より根尖側にある場合、頬舌側の骨を切除することにより骨の高さが均等になるように修正する。

### 適応症
歯周ポケットに関連して骨吸収があり、その結果骨欠損が起こり、この手術を行わないと歯周ポケットが除去でない場合。

## 歯槽骨整形手術
歯槽骨整形手術とは固有歯槽骨を除去することなく歯槽骨の形態を正常な状態へと整える骨手術である。歯槽骨頂の高さには変化はない。異常な骨形態を臨床的に正常な構造形態に近づけるために行う。

### 適応症
- 厚い棚状の歯槽骨辺縁
- 外骨症
- 骨隆起
- 骨性クレーター
- ヘミセプタ